# Leo de Ball
Leo Anton Karl de Ball, född 23 november 1853 i Lobberich i Rhenlandet, död 12 december 1916 var en tysk-österrikisk astronom.
Minor Planet Center listar honom som en av upptäckarna av 1 asteroider.
Från 1891 och fram till sin död var han ansvarig för Kuffner observatoriet i Wien.

## Asteroider upptäckta av Leo de Ball
| 230 Athamantis | 3 september 1882 |